# 任积东
任积东（1965年—），山东青岛人，汉族，中华人民共和国政治人物、第十一届全国人民代表大会新疆地区代表。
毕业于南京航空学院发动机设计专业，是中共党员。担任中国南方航空股份有限公司新疆分公司总经理。2008年起担任全国人大代表。